# Feuerwehr in Baden-Württemberg
Die Feuerwehr in Baden-Württemberg umfasst das Feuerwehrwesen, dessen gesetzliche Grundlage das Feuerwehrgesetz (FwG) ist.

## Aufgaben und Organisation
In Baden-Württemberg liegt die Organisation und Aufstellung der öffentlichen Feuerwehren primär bei den Gemeinden. Das baden-württembergische Feuerwehrgesetz bestimmt, dass die Feuerwehr eine Einrichtung der Gemeinde ist und diese eine leistungsfähige Feuerwehr aufzustellen hat. Die Gemeinde ist entsprechend den Verwaltungsvorschriften und Rechtsverordnungen des Innenministeriums für die Ausrüstung, Unterhaltung und Ausbildung der Feuerwehr verantwortlich. Sie hat für die ständige Bereithaltung von Löschwasservorräten und sonstigen Feuerlöschmitteln zu sorgen.
Die Gefahrenabwehr bei Bränden und öffentlichen Notständen sowie die technische Hilfe zur Rettung von Menschen und Tieren aus lebensbedrohlichen Lagen sind Pflichtaufgaben jeder Gemeindefeuerwehr. Des Weiteren kann die Feuerwehr durch die Gemeinde mit der Abwehr von Gefahren bei anderen Notlagen für Menschen, Tiere und Schiffe sowie mit Maßnahmen der Brandverhütung beauftragt werden. Die Gemeinde hat die Kosten der Einsätze zu tragen, sofern nichts anderes bestimmt ist.
Die Landkreise haben nach Art. 3 des Feuerwehrgesetzes die Aufgabe, in gemeinsamer Trägerschaft mit dem Rettungsdienst, Integrierte Leitstellen zu schaffen und zu betreiben und die entsprechenden Kommunikationsnetze zu errichten. Die Landkreise unterstützen die Gemeinden bei der Planung der Zusammenarbeit der Feuerwehren im Einsatz und bei der Festlegung von Einsatzgebieten und Alarm- und Ausrückeordnungen, der Planung und Beschaffung der für den überörtlichen Einsatz der Feuerwehren notwendigen Feuerwehrausrüstungen und -einrichtungen und bei der Planung und Durchführung gemeinsamer Übungen und Aus- und Fortbildungen der Angehörigen von Gemeindefeuerwehren. Den Land- und Stadtkreisen obliegt die Aufsicht über das Feuerwehrwesen der Gemeinden und der ansässigen Werkfeuerwehren. Die Kreise stehen unter der Aufsicht der Regierungspräsidien.
Das Land Baden-Württemberg ist verpflichtet, eine Landesfeuerwehrschule zu unterhalten sowie die Gemeinden bei der Beschaffung und Unterhaltung von Ausrüstungsstücken und Feuerwehreinrichtungen, bei der Überlandhilfe und bei Schadensersatzleistungen durch Förderung und Zuwendungen zu unterstützen. Das Innenministerium ist mit dem Landesbranddirektor die oberste Aufsichtsbehörde.

### Feuerwehren
Das Feuerwehrgesetz Baden-Württemberg unterscheidet zwischen Gemeindefeuerwehr und Werkfeuerwehr.

#### Gemeindefeuerwehr
Die Gemeindefeuerwehr besteht aus mindestens einer Einsatzabteilung der Freiwilligen Feuerwehr. Daneben kann auch eine Einsatzabteilung mit Angehörigen der Berufsfeuerwehr oder hauptamtlichen Kräften sowie eine Jugendfeuerwehr, Altersabteilungen und Musikabteilungen aufgestellt werden. Die Gliederung und Verwaltung wird durch eine Satzung geregelt. Die Bezeichnung der Feuerwehren lautet „Freiwillige Feuerwehr“, sobald eine Einsatzabteilung der Berufsfeuerwehr oder eine Einsatzabteilung mit hauptamtlichen Kräften eingerichtet ist, führt sie die Bezeichnung „Feuerwehr“. Leiter der Gemeindefeuerwehr ist der Feuerwehrkommandant, Einsatzabteilungen der Freiwilligen Feuerwehr werden von Abteilungskommandanten geleitet.
Eine Einsatzabteilung der Berufsfeuerwehr ist in Gemeinden mit mehr als 100 000 Einwohnern aufzustellen, bei Gemeinden mit weniger als 150 000 Einwohnern sind Ausnahmen möglich. Kleinere Städte können eine Berufsfeuerwehr aufstellen. Leiter der Einsatzabteilung Berufsfeuerwehr ist der Feuerwehrkommandant.
Im Jahr 2021 waren 1099 Gemeindefeuerwehren in Baden-Württemberg eingerichtet, folgende neun davon mit Berufsfeuerwehr:
- Feuerwehr Baden-Baden
- Feuerwehr Freiburg im Breisgau
- Feuerwehr Heidelberg
- Feuerwehr Heilbronn
- Feuerwehr Karlsruhe
- Feuerwehr Mannheim
- Feuerwehr Pforzheim
- Feuerwehr Reutlingen
- Feuerwehr Stuttgart

Mehrere Gemeinden beschäftigen zudem hauptamtliche Gerätewarte oder es besteht eine Einsatzabteilung mit hauptamtlichen Kräften.
→ Hauptartikel: Liste der Städte mit Freiwilligen Feuerwehren mit hauptamtlichen Kräften

#### Werkfeuerwehr
Laut Art. 1 Abs. 2 FwG dürfen neben der Gemeindefeuerwehr nur Werkfeuerwehren die Bezeichnung „Feuerwehr“ mit und ohne Zusatz führen. Werkfeuerwehren sind Feuerwehren zum Schutz von Betrieben, Einrichtungen und Verwaltungen, die die Kosten für diese zu tragen haben. Betriebe können von der Aufsichtsbehörde verpflichtet werden eine Werkfeuerwehr aufzustellen, wenn von ihnen im Ereignisfall eine Gefahr für eine größere Anzahl von Menschen, für Sachwerte oder für die Umwelt ausgeht.

### Landesfeuerwehrschule
→ Hauptartikel: Landesfeuerwehrschule Baden-Württemberg
Die Landesfeuerwehrschule Baden-Württemberg in Bruchsal ist die zentrale Einrichtung des Landes auf der Grundlage des Feuerwehrgesetzes zur Aus- und Fortbildung der Angehörigen der Feuerwehren. An den rund 50 angebotenen Lehrgänge nehmen jährlich mehr als 6.500  Feuerwehr- und Katastrophenschutzangehörige teil.

### Verbände
Die Feuerwehren in Baden-Württemberg können sich zur Vertretung der Interessen gemeinnützigen Feuerwehrverbänden des Privatrechts zusammenschließen, welche von den Behörden vor allgemeinen Regelungen, welche die Feuerwehren berühren, zu hören sind. Die 42 bestehenden Stadt- und Kreisfeuerwehrbände sind Mitglied des 1972 gegründeten Landesfeuerwehrverband Baden-Württemberg, welcher wiederum Mitglied im Deutschen Feuerwehrverband ist. Der Landesfeuerwehrverband Baden-Württemberg repräsentiert nach eigenen Angaben die Interessen der Feuerwehren gegenüber Öffentlichkeit, Verwaltung, Regierung und ist beratende Stelle für das Innenministerium zu Feuerwehrthemen und arbeitet mit weiteren Organisationen zusammen.

## Ausbildung
→ Hauptartikel: Feuerwehrausbildung
Die Ausbildung in den Feuerwehren in Baden-Württemberg folgt wie in den anderen Bundesländern der Feuerwehr-Dienstvorschrift 2. Sie gliedert sich in eine Truppausbildung (Truppmann und Truppführerausbildung), die Führungsausbildung (Gruppenführung, Zugführung, Wehrführung, Verbandsführung) und die technische Ausbildung (z. B. Ausbildung zum Sprechfunker, (Fahrer-)Maschinisten, Motorsägenführer oder Atemschutzgeräteträger sowie weitergehende technische Ausbildung z. B. für die technische Hilfe, für Atemschutznotfälle etc.).

### Grundausbildung
Die Grundausbildung besteht aus der praktischen Ausbildung in der Feuerwehr und dem Besuch von zwei Grundausbildungs-Lehrgängen (früher „Truppmann 1 und 2“, heute in der Regel „Feuerwehrgrundlehrgang“ oder ähnlich). Die praktische Ausbildung in der Feuerwehr soll inklusive der Lehrgänge mindestens 150 Stunden umfassen. Die weitere technische und Führungsausbildung erfolgt dann überwiegend in Form von Lehrgängen auf Kreis- oder Landesebene.

### Ausbildung auf Stadt- und Kreisebene
Die Stadt- und Kreisfeuerwehrverbände führen die Lehrgänge zum Truppführer sowie die meisten technischen Lehrgänge durch. Diese Kreisausbilder sind in der Regel Mitglieder der Freiwilligen Feuerwehren, die für das jeweilige Thema eine besondere Befähigung haben.

### Ausbildung an der Landesfeuerwehrschule
An der Landesfeuerwehrschule erfolgt die
- Aus- und Fortbildung von Führungskräften und Ausbildern,
- Durchführung technischer Spezialausbildungen für das Personal der Freiwilligen Feuerwehren sowie der Berufs- und Werkfeuerwehren,
- Aus- und Fortbildung von Leitstellendisponenten,
- Ausbildung und Schulung von Führungsgruppen und -stäben,
- Ausbildung im Katastrophenschutz,
- Ausbildung von Betreuern für die Jugendfeuerwehr,
- Vermittlung von Fachwissen im vorbeugenden Brandschutz und in der Brandschutzerziehung und -aufklärung.

### Feuerwehrführerschein
Feuerwehrangehörige, die seit mindestens zwei Jahren im Besitz einer Fahrerlaubnis der Klasse B sind, können nach einer Ausbildung und Prüfung den sogenannten Feuerwehrführerschein für Einsatzfahrzeuge mit einer zulässigen Gesamtmasse von bis zu 7,5 Tonnen erhalten. Die Einweisung, Prüfung und Ausstellung der Bescheinigung kann durch einen Feuerwehrangehörigen erfolgen, der das 30. Lebensjahr vollendet hat, seit mindestens fünf Jahren eine gültige Fahrerlaubnis der Klasse C1 besitzt und zum Zeitpunkt der Einweisungs- und Prüfungsfahrten im Verkehrszentralregister mit nicht mehr als drei Punkten belastet ist.

### Jugendfeuerwehr
Wesentliches Instrument der Nachwuchsförderung sind die Jugendfeuerwehren mit vielen Aktiven. Die Jugendfeuerwehren stehen Kindern und Jugendlichen von 10 bis 17 Jahren offen. Außerdem bestehen Kinderfeuerwehren für Kinder ab dem Alter von sechs Jahren.

## Ausrüstung

### Fahrzeuge
In Baden-Württemberg werden hauptsächlich Fahrzeuge, die der aktuellen DIN entsprechen, vom Land gefördert.

### Alarmierung
Die Feuerwehreinsätze werden von den zentralen Leitstellen koordiniert. Die Leitstellen alarmieren und koordinieren den Rettungsdienst, die Feuerwehr und Katastrophenschutzeinheiten. Die Alarmierung der Einsatzkräfte erfolgt in der Regel per Meldeempfänger, sonst per Sirene.
Der Sprechfunkverkehr wird zurzeit auf Digitalfunk umgestellt.

### Bekleidung und Dienstgrade
Die einheitliche Bekleidung, die Dienstgrade sowie die Dienst- und Funktionsabzeichen sind in einer Verwaltungsvorschrift des Innenministeriums Baden-Württemberg vom 27. September 2022 (VwV Feuerwehrbekleidung und Dienstgrade) geregelt.
Zur Feuerwehrbekleidung gehören
- die Feuerwehr-Uniform
- die Feuerwehr-Dienstkleidung
- die Feuerwehr-Wetterschutzjacke

#### Dienstkleidung
An der Jacke der Feuerwehr-Uniform (als „Ausgehuniform“ z. B. mit dem Dienstanzug der Bundeswehr vergleichbar) werden neben den Dienstgradabzeichen auch Lehrgangs- und Dienstzeitabzeichen sowie Orden und Ehrenzeichen (wie z. B. das Baden-Württembergische Feuerwehr-Ehrenkreuz oder das Baden-Württembergischen Brandschutz-Ehrenzeichen), häufig in Form von Bandschnallen, getragen. In einigen, vor allem größeren Feuerwehren, sind auch Namensschilder üblich.